# 최대 지반 가속도
최대 지반 가속도(Peak ground acceleration, PGA)는 지진 발생 시 진동으로 지반이 움직인 최대 가속도를 의미한다. 즉 특정 지진이 일어났을 때 현장의 지진계 내 가속도계에 기록된 가장 큰 절대가속도값의 진폭과 같다. 지진의 진동은 남북, 동서, 위아래 3개 방향으로 모두 발생하는데 PGA도 수평 요소와 수직 요소로 나눌 수 있다. 보통 수평 방향 PGA이 수직 방향 PGA보다 크지만 큰 규모의 지진의 경우 그렇지 않은 경우도 있다. 지진의 진도와 관련이 있으며 단위는 보통 g(중력 가속도 단위) 또는 gal(cm/s²)를 이용한다.
PGA는 지형이나 지물, 지진계의 위치에 큰 영향을 받으므로 진원지에서 가속도는 다양하게 나타난다. 최대 지반 가속도를 표시할 때엔 진도 지도(shake map)을 이용해 표시한다. 지진 진도도 보통 이 최대 지반 가속도를 이용해 나타낸다.
공학적인 응용에서는 최대 수평 지반 가속도(peak horizontal acceleration, PHA)를 일반적으로 사용한다. 내진설계를 포함한 지진공학에서 자주 사용되며 보통 지진 위험 지도를 그리는 데 활용한다. 지진이 일어났을 때 건물과 기반시설의 피해는 지진 자체의 규모보다는 PGA의 측정 기준이 되는 지반 운동과 더 밀접한 관련이 있다. 중규모 지진에서는 PGA가 지진 피해를 결정하기에 합리적인 지표이긴 하지만, 강력한 규모의 지진인 경우 피해는 PGA보다는 최대 지반 속도(PGV)와 관련이 더 깊은 경우가 많다.

## 지구물리학
지진의 에너지는 진원에서부터 파동이 전파되며 지반을 모든 방향으로 움직이게 만들지만 보통 수평(전후좌우 2방향)과 수직 두가지로 모델링할 수 있다. PGA은 이런 지반 움직임의 가속도(속도의 변화율)를 기록하며, 최대 지반 속도는 지반이 도달한 최대 속도(이동 속도)이고 최대 변위는 지반이 움직인 폭을 의미한다. 이 세 값은 여러 가지 요인에 따라 바뀌기 때문에 지진마다, 그리고 한 지진이어도 측정한 위치마다 전부 다르다. 여기에는 단층의 길이, 지진 규모, 진원 깊이, 진원과의 거리, 지속 시간(흔들림의 주기), 지반의 지질 등의 요소가 있다. 진원 깊이가 얕은 천발지진에서는 지진파가 감쇠가 덜 된 상태에서 지표면에 도달하기 때문에 중발지진 및 심발지진보다 더 강한 흔들림(가속도)를 만들어낼 확률이 높다.
최대 지반 가속도는 소수점이 있는 g(지구의 표준 중력가속도, g포스와 동일) 혹은 백분율로 나타낸 %g, 아니면 m/s2 (1 g = 9.81 m/s2)로 나타낼 수 있으며 그 외에도 gal(1 gal = 0.01 m/s2, 1 g = 981 Gal)로 표기할 수 있다.
지반의 성질에 따라 지반 가속도에 큰 영향을 미칠 수 있으며, 특히 중규모에서 대규모 지진의 경우 PGA은 수 km 거리 차이로 큰 차이를 보일 수 있다. 지진으로 관측된 지역별 PGA 값은 강진동 지도로 나타낼 수 있다. PGA에는 여러 복잡한 요소가 관계되어 있기 때문에 비슷한 규모의 지진이라도 서로 다른 PGA를 기록할 수 있으며 중간 규모의 지진이 큰 규모의 지진보다 훨씬 더 큰 PGA를 기록하는 경우도 있다.
지진이 발생하면 지반 가속도는 수직(상하를 의미하는 V 또는 UD로 표기) 방향과 2개의 수평 방향(H1, H2) 세 가지 방향으로 측정되며 이 중 수평 방향은 보통 남북(NS)와 동서(EW) 방향으로 측정한다. 이런 각각의 방향에서 최대 가속도가 기록되며 셋 중 가장 높은 값이 최대 지반 가속도로 측정되는 경우가 있다. 하지만 특정 지진관측소에서는 이 세 방향을 합친 합성 가속도값을 기록하는 경우도 있다. 이 중 더 높은 값을 가진 개별 가속도 성분을 선택하거나, 두 값의 평균을 취하거나, 구성 성분의 벡터합을 취해 합쳐 최대 수평 지반 가속도(PHA)를 계산하는 경우도 있다. 수직 성분도 고려해 3방향 성분의 합을 쓸 수도 있다.

## 지진 위험과 공학의 활용
지진학자들은 과거 지진에 대한 위험평가와 함께 지리적 탐구를 통해 지진 위험도를 결정하고 지진 발생 시 해당 지역에서 관측할 수 있는 최대 PGA값과 그 초과 확률(PE)를 보여주는 지진 위험 지도를 그릴 수 있다. 지진공학과 정부계획부서에서는 이 값을 사용해 각 구역의 건물에 적절한 지진하중을 결정하고 병원, 교량, 발전소 등 주요 건축물이 견뎌야 하는 최대고려지진(MCE)를 확인한다.
건물 피해는 최대 지반 속도와 그 지속시간에 연관이 깊으며 높은 수준의 흔들림이 계속될수록 건축물의 피해가 더 커진다.

## 진도와의 관계
최대 지반 가속도는 지진계의 가속도계에 기록된 지반의 흔들림 가속도값이다. 반면 진도는 직접 PGA을 이용하지 않는다면 목격자의 경험, 흔들린 감각, 관측된 피해 등을 기반으로 한 지진 체감을 가지고 평가하는 체계에 해당한다. 즉 진도와 최대 지반 가속도는 어느 정도 상관관계가 있지만 경험과 피해는 지진공학적 대비 정도 등 가속도와는 관계 없는 요소에도 영향을 받으므로 항상 같은 것은 아니다.
일반적으로,
- 0.001 g (0.01 m/s2)에서 사람이 감지할 수 있다.
- 0.02 g (0.2 m/s2)에서 사람이 균형을 잃는다.
- 0.50 g (5 m/s2)이상은 매우 강한 가속도로 지속시간이 짧다면 잘 설계된 건물이 버틸 수 있다.[5]

### 수정 메르칼리 진도 계급
원래의 수정 메르칼리 진도 계급은 흔들리는 진폭, 흔들림의 주파수, 최대 지반 속도(PGV), 최대 지반 가속도(PGA)와 같은 객관적으로 정량화할 수 있는 측정값같이 엄격하게 정의되지 않았다. 다만 사람이 인지하는 흔들림과 건축물의 손상은 흔들린 강도가 낮을 경우 최대 지반 가속도와, 흔들린 강도가 강할 경우 최대 지반 속도와의 연관성이 높다.
다만 대한민국 기상청에서는 2018년 11월부터 자체적인 수정 메르칼리 진도 계급을 마련해, 최대 진도를 발표할 때 최대 지반 속도와 가속도에 따라 진도를 결정하는 계기진도체계를 갖추고 있다. 아래는 대한민국 기상청이 전국 각 지역의 유감진도(사람이 느끼는 정도) 및 피해진도(지진 피해의 정도)와 실제 진동 관측값 사이의 관계식을 산출하여 각 진도 등급에 해당하는 구간값을 재설정해 만든 수정 메르칼리 진도와 그에 따른 최대 지반 속도, 가속도의 관계를 나타낸 표이다. 최대 지반 가속도의 경우 단위가 %g(1%g=0.01g=9.81gal)로, 갈(gal)로 환산할 경우 %g를 9.81로 곱하면 된다.
| 진도    | 최대 지반 가속도 (단위: %g=9.81cm/sec2) | 최대 지반 속도 (단위: cm/sec) |
| ------- | --------------------------------------- | ----------------------------- |
| I       | %g<0.07                                 | V<0.03                        |
| II      | 0.07≤%g<0.23                            | 0.03≤V<0.07                   |
| III     | 0.23≤%g<0.76                            | 0.07≤V<0.19                   |
| IV      | 0.76≤%g<2.56                            | 0.19≤V<0.54                   |
| V       | 2.56≤%g<6.86                            | 0.54≤V<1.46                   |
| VI      | 6.86≤%g<14.73                           | 1.46≤V<3.7                    |
| VII     | 14.73≤%g<31.66                          | 3.7≤V<9.39                    |
| VIII    | 31.66≤%g<68.01                          | 9.39≤V<23.85                  |
| IX      | 68.01≤%g<146.14                         | 23.85≤V<60.61                 |
| X       | 146.14≤%g<314                           | 60.61≤V<154                   |
| XI 이상 | 314≤%g                                  | 154≤V                         |

## 주요 지진의 PGA
| PGA 단일 방향 (최대 기록) | PGA 벡터합 (H1, H2, V) (최대 기록) | Mw  | 깊이    | 사망자          | 지진                                                              |
| ------------------------- | ---------------------------------- | --- | ------- | --------------- | ----------------------------------------------------------------- |
| 3.23 g                    |                                    | 7.8 | 15 km   | 2               | 2016년 카이코우라 지진                                            |
| 2.88 g                    |                                    | 7.5 | 16 km   | 376             | 2024년 노토반도 지진                                              |
| 2.7 g                     | 2.99 g                             | 9.1 | 30 km   | 19,759          | 2011년 도호쿠 지방 태평양 해역 지진                               |
| 3.94 g                    | 4.36 g                             | 6.9 | 8 km    | 12              | 2008년 이와테·미야기 내륙지진 (세계 관측 사상 가장 큰 PGA를 기록) |
| 1.92 g                    |                                    | 7.7 | 8 km    | 2,415           | 1999년 921 대지진                                                 |
| 1.82 g                    |                                    | 6.7 | 18 km   | 57              | 1994년 노스리지 지진                                              |
| 1.81 g                    |                                    | 9.5 | 33 km   | 1,000–6000      | 1960년 발디비아 지진                                              |
| 1.62 g                    |                                    | 7.8 | 10 km   | 57,658          | 2023년 튀르키예-시리아 지진                                       |
| 1.51 g                    |                                    | 6.2 | 5 km    | 185             | 2011년 2월 크라이스트처치 지진                                    |
| 1.26 g                    |                                    | 7.1 | 10 km   | 0               | 2010년 캔터베리 지진                                              |
| 1.25 g                    |                                    | 6.6 | 8.4 km  | 58–65           | 1971년 산페르난도 지진                                            |
| 1.04 g                    |                                    | 6.6 | 10 km   | 11              | 2007년 니가타현 주에쓰 해역 지진                                  |
| 0.98 g                    |                                    | 7.0 | 16.1 km | 118             | 2020년 에게해 지진                                                |
| 0.91 g                    |                                    | 6.9 | 17.6 km | 5,502–6,434     | 1995년 효고현 남부 지진                                           |
| 0.8 g                     |                                    | 7.2 | 12 km   | 222             | 2013년 보홀주 지진                                                |
| 0.65                      |                                    | 6.9 | 19 km   | 63              | 1989년 로마프리타 지진                                            |
| 0.5 g                     |                                    | 7.0 | 13 km   | 100,000–316,000 | 2010년 아이티 지진                                                |
| 0.34 g                    |                                    | 6.4 | 15 km   | 5,778           | 2006년 5월 자와섬 지진                                            |
| 0.18 g                    |                                    | 9.2 | 25 km   | 131             | 1964년 알래스카 지진                                              |

## 같이 보기
- 수정 메르칼리 진도
- 일본 기상청 진도 계급

## 참고 문헌
- Murphy, J.R.; o'brien (1977). “The correlation of peak ground acceleration amplitude with seismic intensity and other physical parameters”. 《Bulletin of the Seismological Society of America》 67 (3): 877–915.

- Campbell, K.W. (1997). “Empirical near-source attenuation relationships for horizontal and vertical components of peak ground acceleration, peak ground velocity, and pseudo-absolute acceleration response spectra”. 《Seismological Research Letters》 68: 154–179. doi:10.1785/gssrl.68.1.154.

- Campbell, K.W.; Y. Bozorgnia (2003). “Updated near-source ground-motion (attenuation) relations for the horizontal and vertical components of peak ground acceleration and acceleration response spectra”. 《Bulletin of the Seismological Society of America》 93 (1): 314–331. Bibcode:2003BuSSA..93..314C. doi:10.1785/0120020029.

- Wald, D.J.; V. Quitoriano; T.H. Heaton; H. Kanamori (1999). “Relationships between peak ground acceleration, peak ground velocity, and modified Mercalli intensity in California”. 《Earthquake Spectra》 15 (3): 557. doi:10.1193/1.1586058.